# بخش هنری (وود کانتی، اوهایو)
بخش هنری (به انگلیسی: Henry Township) یک منطقهٔ مسکونی در ایالات متحده آمریکا است که در شهرستان وود، اوهایو واقع شده‌است.
 بخش هنری ۹۳٫۴ کیلومتر مربع مساحت و ۴٬۱۷۵ نفر جمعیت دارد و ۲۲۳ متر بالاتر از سطح دریا واقع شده‌است.